# Cangrande II della Scala
Cangrande II della Scala (Verona, 7 giugno 1332 – Verona, 14 dicembre 1359) è stato un condottiero e politico italiano.

## Biografia
Cangrande II fu signore di Verona dal 1351 fino alla sua morte.
Nel 1351, dopo la morte di suo padre Mastino II della Scala, ottenne il controllo di Verona e Vicenza, inizialmente (fino al 1352) sotto la reggenza dello zio Antonio. Nel 1350 sposò Elisabetta di Baviera, figlia dell'imperatore Luigi IV di Baviera e di Margherita d'Olanda.

Cangrande fu chiamato anche Can Rabbioso poiché governò inizialmente Verona con il pugno d'acciaio, ammassando ricchezze per i suoi figli illegittimi ed impoverendo la città. Questo causò problemi interni e Cangrande chiese aiuto ai mercenari di Brandeburgo, ma fu ucciso dal fratello Cansignorio, che gli succedette con l'aiuto dei Carrara di Padova.

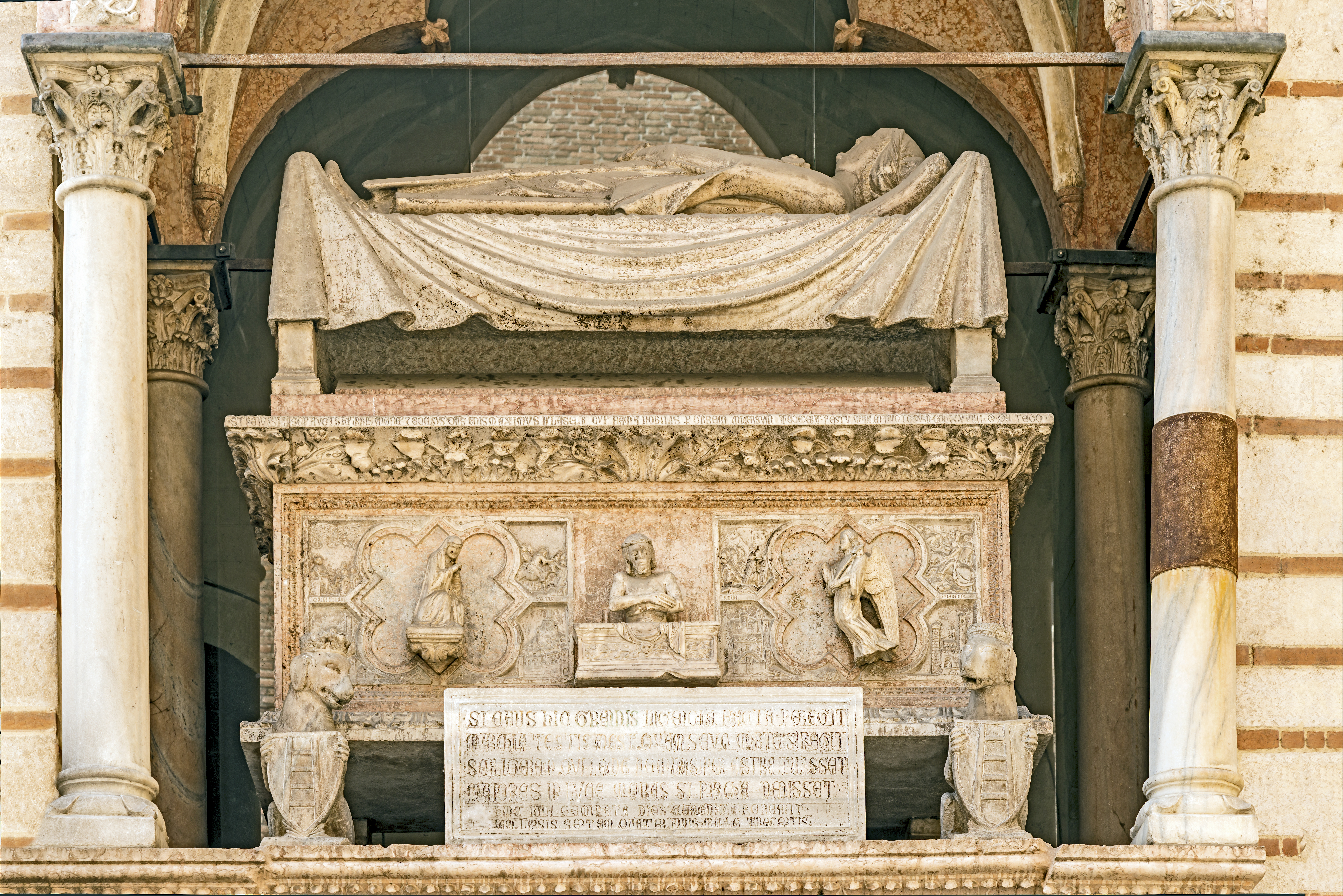
Tomba di Cangrande I, prozio di Cangrande II.

Il suo sarcofago si trova all'interno delle Arche scaligere a Verona.

## Discendenza
Cangrande sposò nel 1350 Elisabetta di Baviera, figlia dell'imperatore Ludovico il Bavaro, ma non ebbe figli legittimi.
Ebbe solo figli naturali:
- Beatrice (?-1399), monaca
- Francesca, monaca
- Tebaldo, religioso
- Guglielmo (?-1404), destinato a succedere al padre ma morì poco dopo la sua elezione a signore di Verona
- Giordana
- Taddea, monaca
- Cagnola, monaca
- Fregnano (1330 ca.-1354), condottiero e podestà di Vicenza

## Ascendenza
|                          |          |                          | Genitori                      |  |  | Nonni |  |  | Bisnonni              |  |  | Trisnonni            |  |
|                          |          |                          |                               |  |  |       |  |  | Alberto I della Scala |  |  | Jacopino della Scala |  |
|                          |          |                          |                               |  |  |       |  |  | Alberto I della Scala |  |  | Jacopino della Scala |  |
|                          |          | Elisa Superbi            |                               |  |  |       |  |  | Alberto I della Scala |  |  |                      |  |
| Alboino della Scala      |          |                          |                               |  |  |       |  |  | Alberto I della Scala |  |  |                      |  |
|                          |          | Verde di Salizzole       | …                             |  |  |       |  |  |                       |  |  |                      |  |
|                          |          | Verde di Salizzole       | …                             |  |  |       |  |  |                       |  |  |                      |  |
|                          |          | Verde di Salizzole       | …                             |  |  |       |  |  |                       |  |  |                      |  |
| Mastino II della Scala   |          | Verde di Salizzole       |                               |  |  |       |  |  |                       |  |  |                      |  |
|                          |          | Giberto III da Correggio | Guido II da Correggio         |  |  |       |  |  |                       |  |  |                      |  |
|                          |          | Giberto III da Correggio | Guido II da Correggio         |  |  |       |  |  |                       |  |  |                      |  |
|                          |          | Giberto III da Correggio | Mabilia della Gente           |  |  |       |  |  |                       |  |  |                      |  |
| Beatrice da Correggio    |          | Giberto III da Correggio |                               |  |  |       |  |  |                       |  |  |                      |  |
|                          |          | Elena Malaspina          | Malaspina Mulazzo             |  |  |       |  |  |                       |  |  |                      |  |
|                          |          | Elena Malaspina          | Malaspina Mulazzo             |  |  |       |  |  |                       |  |  |                      |  |
|                          |          | Elena Malaspina          | …                             |  |  |       |  |  |                       |  |  |                      |  |
| Cangrande II della Scala |          | Elena Malaspina          |                               |  |  |       |  |  |                       |  |  |                      |  |
|                          | Marsilio | …                        |                               |  |  |       |  |  |                       |  |  |                      |  |
|                          | Marsilio | …                        |                               |  |  |       |  |  |                       |  |  |                      |  |
|                          | Marsilio | …                        |                               |  |  |       |  |  |                       |  |  |                      |  |
| Giacomo I da Carrara     | Marsilio |                          |                               |  |  |       |  |  |                       |  |  |                      |  |
|                          |          | …                        | …                             |  |  |       |  |  |                       |  |  |                      |  |
|                          |          | …                        | …                             |  |  |       |  |  |                       |  |  |                      |  |
|                          |          | …                        | …                             |  |  |       |  |  |                       |  |  |                      |  |
| Taddea da Carrara        |          | …                        |                               |  |  |       |  |  |                       |  |  |                      |  |
|                          |          | Pietro Gradenigo         | Marco di Bartolomeo Gradenigo |  |  |       |  |  |                       |  |  |                      |  |
|                          |          | Pietro Gradenigo         | Marco di Bartolomeo Gradenigo |  |  |       |  |  |                       |  |  |                      |  |
|                          |          | Pietro Gradenigo         | …                             |  |  |       |  |  |                       |  |  |                      |  |
| Elisabetta Gradenigo     |          | Pietro Gradenigo         |                               |  |  |       |  |  |                       |  |  |                      |  |
|                          |          | Tommasina Morosini       | Giovanni Morosini             |  |  |       |  |  |                       |  |  |                      |  |
|                          |          | Tommasina Morosini       | Giovanni Morosini             |  |  |       |  |  |                       |  |  |                      |  |
|                          |          | Tommasina Morosini       | …                             |  |  |       |  |  |                       |  |  |                      |  |
|                          |          | Tommasina Morosini       |                               |  |  |       |  |  |                       |  |  |                      |  |